# Hippomenella semilaevis
Hippomenella semilaevis is een mosdiertjessoort uit de familie van de Romancheinidae. De wetenschappelijke naam van de soort is voor het eerst geldig gepubliceerd in 1869 door Reuss.